# Vasilije Stojković
Vasilije Stojković (in serbo Василије Стојковић?; Belgrado, 8 gennaio 1923 – Belgrado, 25 giugno 2008) è stato un cestista, giornalista e dirigente sportivo jugoslavo.

## Palmarès
- YUBA liga: 4

Stella Rossa Belgrado: 1946, 1947, 1948, 1949